# Листопад 2020
Листопад 2020 — одинадцятий місяць 2020 року, що розпочався у неділю 1 листопада та закінчився в понеділок 30 листопада.

## Події
- 1 листопада
  - Президентські вибори у Молдові: у першому турі найбільше голосів набирають Мая Санду та діючий президент Ігор Додон[1].
- 3 листопада
  - Відбулися 59-ті вибори президента США, Палати представників та третини Сенату. Зафіксовано найвищу явку виборців за останні 120 років.[2]
  - Міланський апеляційний суд виправдав українського нацгвардійця Віталія Марківа, визнавши його невинним у злочині, за який 12 липня 2019 року його було засуджено до 24 років позбавлення волі[3].
- 7 листопада
  - Вибори президента США: за попередніми даними, Джо Байден виграв вибори президента, демократи зберегли контроль над Палатою представників[4].
- 8 листопада
  - Хронологія Другої карабаської війни: азербайджанські військові у ході п'ятиденних боїв взяли під контроль місто Шуша[5].
  - Пандемія коронавірусної хвороби 2019: кількість хворих у світі досягла 50 мільйонів[6].
- 9 листопада
  - Друга карабаська війна: президенти Азербайджану і Російської Федерації та прем'єр-міністр Вірменії підписали мирну угоду, що припиняє всі бойові дії в зоні нагорно-карабахського конфлікту з 00:00, 10 листопада 2020 р. Уздовж лінії зіткнення розгортається миротворчий контингент Російської Федерації.[7]
  - Вакцина проти COVID-19: повідомлено про перший випадок успішного випробування третьої фази вакцини BNT162b2 проти COVID-19, розробленої компаніями Pfizer and BioNTech. Вакцина продемонструвала понад 90 % ефективності[8].
  - Коронавірусна хвороба 2019 в Україні: позитивний тест на ковід-19 отримали президент Володимир Зеленський та голова Офісу президента Андрій Єрмак[9].
- 10 листопада
  - Після підписання мирного договору щодо Нагірного Карабаху, в Єревані (Вірменія) почалися масові протести з вимогою відставки Прем'єр-міністра Ніколи Пашиняна[10].
- 11 листопада
  - Коронавірусна хвороба 2019 в Україні: Кабінет Міністрів України скасував адаптивний карантин і ввів локдаун вихідного дня[11].
- 14 листопада
  - У США проходить акція «Марш мільйонів MAGA» прихильників Догальда Трампа. У Вашингтоні відбувся мітинг, на який приїхали тисячі прихильників Трампа з усієї країни.[12].
  - У Туреччині в османському архіві знайдено оригінали текстів Брест-Литовського мирного договору 1918 року та ратифікаційної грамоти гетьмана Павла Скоропадського[13].
- 15 листопада
  - Конгрес Республіки Перу проголосував за імпічмент[en] президента країни Мартіна Візкарри через отримання хабарів у великих розмірах в обмін на держконтракти. Віднині до липня 2021 року виконувати обов'язки президента Перу буде спікер Конгресу Мануель Меріно[14].
  - Президентські вибори у Молдові: у другому турі Мая Санду перемагає чинного президента Ігора Додона[15].
  - Протести в Білорусі: у ході акції протесту під гаслом «Я виходжу» силовиками затримано понад 900 осіб[16].
  - Льюїс Гамільтон став достроковим переможцем Чемпіонату 2020 року Формули-1. Для нього це стала сьома перемога, він повторив рекорд Міхаеля Шумахера.[17]
- 16 листопада
  - Вакцина проти COVID-19: з'явилась друга вакцина, виробником якої є американська компанія Moderna, її ефективність становить 94,5 %[18].
  - Здійснено запуск до МКС корабля SpaceX Crew-1 із чотирма космонавтами, які пробудуть там 6 місяців. Це перша ротація екіпажу комерційної програми перевезення космонавтів після закінчення пілотованої тестової місії DM-2[19]
  - Потужний Ураган Йота обрушився на держави центральної Америки, шторм забрав життя 66 людей та завдав великих збитків[20].
  - В Канаді померла голова СФУЖО Анна Кісіль[21].
- 17 листопада
  - Конгрес Перу обрав 76-річного Франсіско Сагасті тимчасовим президентом після відставки Мануеля Меріно[22].
- 19 листопада
  - Шотландський письменник Дуглас Стюарт став лауреатом Букерівської премії із дебютним романом «Шагі Бейн»[23].
  - Національний науковий фонд США повідомив про закриття гігантського радіотелескопу Аресібської обсерваторії через зношення конструкцій протягом 57 років роботи[24].
- 21 листопада
  - У столиці Саудівської Аравії розпочав роботу саміт країн Великої двадцятки. Через пандемію COVID-19 він проводиться в режимі онлайн-конференції.[25]
- 22 листопада
  - США офіційно вийшли з Договору про відкрите небо[26].
  - В 11 містах України пройшов другий тур місцевих виборів[27].
  - У фіналі АТР 2020 року вперше переміг росіянин Данило Медведєв[28].
- 23 листопада
  - Китай запустив місію Чан'е-5, яка повинна вперше з 1976 року доставити на Землю зразки місячного ґрунту[29].
  - Президент України Володимир Зеленський та керівник Офісу Президента Андрій Єрмак оголосили про своє одужання від COVID-19.[30]
- 24 листопада
  - Сейм Литовської Республіки обрав Інгріду Шимоніте прем'єр-міністром Литви[31].
- 25 листопада
  - Інґріда Шимоніте обійняла посаду прем'єр-міністра Литви.
  - Ліга націй УЄФА 2020—2021: апеляційний комітет УЄФА присудив технічну поразку збірній України у матчі зі збірною Швейцарії, який мав відбутися 17 листопада. Як наслідок, збірна України у наступному сезоні буде виступати у дивізіоні «В».[32]
  - У віці 60 років помер відомий аргентинський футболіст Дієго Марадона[33].
- 26 листопада
  - Пандемія коронавірусної хвороби 2019: кількість хворих у світі досягла 60 мільйонів[34].
- 29 грудня
  - У Києві пройшов Чемпіонат Європи з художньої гімнастики. Найбільшу кількість нагород отримали спортсменки з Ізраїлю, на другому місці — українські гімнастки.
- 30 листопада
  - Півтіньове місячне затемнення (Місячний сарос 116), яке можна було спостерігати у Скандинавії, Англії, Ісландії, Північній та Південній Америці, Австралії, у центральній та східній Азії[35].